# Walter Strauss (Historiker)

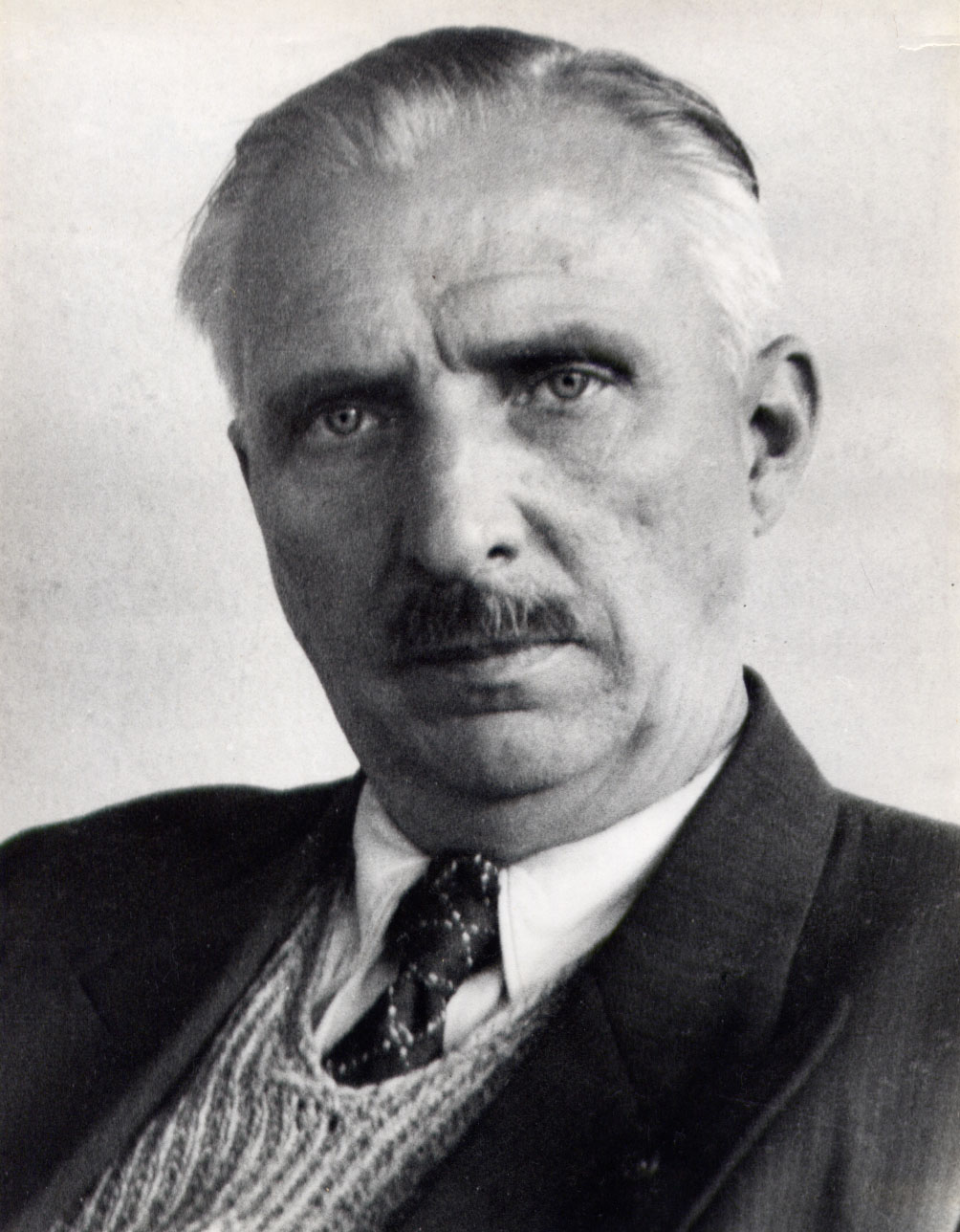
Walter Strauss in den 50er Jahren

Walter Strauss (* 12. Juli 1898 in Königsberg; † 6. Dezember 1982 in Rengsdorf) war ein deutscher Historiker und Geschichtsdidaktiker.

## Leben und Beruf
Walter Strauss wurde als Sohn eines Kaufmanns am 12. Juli 1898 in Königsberg geboren. Er besuchte das Löbenichtsche Realgymnasium, an welchem er am 5. Juni 1915 seine Abiturprüfung ablegte. Zwei Wochen später, am 19. Juni 1915, wurde er als Soldat an die Ostfront geschickt. Nachdem er am 3. Januar 1919 aus dem Kriegsdienst wiederkehrte, begann Strauss das Studium der Germanistik und Geschichtswissenschaft an der Königsberger Universität Albertina, an welches er bereits zum 1. August 1921 das Referendariat anschloss. Nach dem schulischen Vorbereitungsdienst verteidigte er am 14. Dezember 1922 seine Doktorarbeit mit dem Titel „Studien zur Geschichte der Disposition des Kurfürsten Johann Georg (1596)“, welche von dem Historiker Otto Krauske betreut wurde.
Da es seinen Eltern auf Grund der Hyperinflation nicht mehr möglich war, den Sohn finanziell zu unterstützen, legte Strauss seinen beruflichen Fokus zunächst auf die Karriere als preußischer Beamter, sodass er im Jahr 1927 fristgerecht eine Stelle als Studienrat antreten konnte. Außerdem betätigte sich Strauss parallel dazu als Dozent an der Volkshochschule und ging seit 1929 einem Lehrauftrag an der Königsberger Handelsschule nach. Als im Jahr 1930 das Lehrerbildungsseminar eingerichtet wurde, besetzte Strauss den Posten des Fachleiters für Geschichte. Im selben Jahr fungierte er weiterhin als pädagogischer Berater der Höheren Schulen im Memelland. Darüber hinaus wurde er 1932 zum 2. Vorsitzenden des Preußischen Philologenverbandes gewählt. Sein Habilitationsvorhaben, welches durch Hans Rothfels betreut wurde und in welchem er sich mit der Außenpolitik Stresemanns befasste, blieb erfolglos.
Während der Zeit des Nationalsozialismus wurde Strauss zunächst vom Schuldienst suspendiert, da er sich mehrfach als Fürsprecher der Republik in der Öffentlichkeit präsentiert hatte; seinem Widerspruch gegen diese Entlassung wurde jedoch stattgegeben, sodass er zehn Wochen später sein Amt als Studienrat wieder besetzen konnte. Aller weiteren Posten wurde er allerdings enthoben. Daran änderte sich auch nach seinem Beitritt zum NSBL nichts. Am 1. September 1939 schließlich wurde Strauss zur Wehrmacht eingezogen. Nach dem Ende des Krieges geriet er bis November 1945 in sowjetische Kriegsgefangenschaft.
Nach dem Krieg zog Strauss nach Potsdam, wo ihm am 1. Juni 1946 der Posten eines Schuldirektors von der Brandenburgischen Landesverwaltung übertragen wurde. Er trat zunächst dem FDGB und einen Monat später der SED bei. Ab dem 1. September 1947 war Strauss als Oberregierungsrat in der Brandenburgischen Landesverwaltung für den Geschichtsunterricht zuständig. Außerdem engagierte er sich als Sektionsleiter am Pädagogischen Kabinett der brandenburgischen Landesregierung, wo er die Verantwortung für die Fort- und Weiterbildung der Geschichtslehrer übernahm. Ein weiterer Höhepunkt seiner Karriere war die Referatsleitung für den Geschichtsunterricht, die er seit dem 1. Januar 1948 bei der Deutschen Verwaltung für Volksbildung (DDV) innehatte. Auf diesem Posten regulierte er jegliche Konzeptionen für den Geschichtsunterricht in der SBZ. Jedoch zwangen die politischen Umstände des Jahres 1948 Strauss, seine Stellung bei der DVV aufzugeben. Dafür wurde er nun jedoch Leiter der Abteilung für Geschichte des Volk und Wissen Verlags. Des Weiteren übernahm er einen Lehrauftrag an der Humboldt-Universität, wo er Lehrveranstaltungen zum Thema „Methodik des Geschichtsunterrichts“ anbot. Seine Arbeit an der Universität führte jedoch nicht zu einer Festanstellung. Und zum Jahr 1949 schließlich wurde die NSDAP-Mitgliedschaft von Strauss, die er bisher verschwiegen hatte, aufgedeckt, was den Verlust seiner Stelle beim Verlag nach sich zog. Mit einem Lehrauftrag an der Pädagogischen Fakultät im Wintersemester 1949/50 konnte er sich seinen Lebensunterhalt aber weiterhin sichern.
Seinem recht hohen Ansehen bei einigen alten DVV-Kollegen war es wohl unter anderem zu verdanken, dass Strauss zum 22. März 1950 die Vertretung der geschichtsmethodischen Professur an der Humboldt-Universität übernehmen konnte, gefolgt von der Berufung im August 1951. Der Aufstieg zum Ordinarius am 1. April 1956 und die ein paar Monate später stattfindende ordentliche Habilitation ließen Strauss vollends im oberen universitären Kreis Fuß fassen. Durch sein strebsames geschichtsdidaktisches Forschungsprojekt gewann er die Achtung seiner Fachkollegen in der DDR und wurde zum Vorsitzenden der DDR-Fachkommission gewählt, die gleichzeitig begründet wurde.
Bereits einige Zeit zuvor war Strauss in die öffentliche Kritik geraten, da seine Aufrichtigkeit gegenüber der sozialistischen Ideologie angezweifelt wurde. Diese Zweifel bestätigten sich für die SED-Führung schließlich, als sein Doktorand Rudolf Raasch in den Westen floh und Strauss sich von dieser Flucht nicht hinreichend distanzierte. Am 4. März 1958 trat Strauss aus der SED aus. Dennoch leitete die Parteigruppe seiner Fakultät ein Disziplinarverfahren gegen ihn ein. Strauss wurde wenige Tage später vom Lehramt suspendiert. Nach einem Herzinfarkt erhielt er im Herbst 1958 den Status eines Invalidenrentners.
Die anschließende Flucht nach West-Berlin Anfang 1959 war nur die logische Schlussfolgerung der Ereignisse. In Offenbach konnte er für vier Jahre nochmals einer Anstellung als Oberstudienrat nachgehen. Seinen Ruhestand verbrachte Strauss in Rengsdorf, wo er am 6. Dezember 1982 verstarb.

## Schriften
- Studien zur Geschichte der Disposition des Kurfürsten Johann Georg (1596). Universität Königsberg 1923.
- Zielsetzung und Thematik des Geschichtsunterrichts. Studien zu einer Methodologie der Geschichtsmethodik. Vom Alten Orient bis zum Ausbruch der Französischen Revolution 1789. Humboldt-Universität, Berlin 1956.